# 812
Năm 812 là một năm trong lịch Julius.